# رنه دوسو
رنه دوسو (انگلیسی: René Dussaud; ۲۴ دسامبر ۱۸۶۸ – ۱۷ مارس ۱۹۵۸) انسان‌شناس، و باستان‌شناس اهل فرانسه بود. از مهم‌ترین کارهای او تحقیقاتش در زمینهٔ مذهب هیتی‌ها، هوری‌ها، فنیقی‌ها، و آشوری‌ها بود. 
وی همچنین برندهٔ جوایزی همچون لژیون دونور (شوالیه) شده‌است.